# Trachylepis angolensis
Trachylepis angolensis este o specie de șopârle din genul Trachylepis, familia Scincidae, descrisă de Monard 1937.
Este endemică în Angola. Conform Catalogue of Life specia Trachylepis angolensis nu are subspecii cunoscute.